# Ireen Wüst
Irene Karlijn „Ireen“ Wüst (* 1. April 1986 in Goirle) ist eine ehemalige niederländische Eisschnellläuferin.
Seit ihrem Olympiadebüt 2006 gewann Wüst sechs olympische Goldmedaillen und zählt mit mehr als 20 Weltmeistertiteln im Mehrkampf sowie auf Einzelstrecken zu den erfolgreichsten Eisschnellläuferinnen der Geschichte. Ihre größten Erfolge fuhr sie dabei auf der 1500-Meter- und auf der 3000-Meter-Strecke ein. Wüst wurde zweimal – 2006 und 2014 – als niederländische Sportlerin des Jahres ausgezeichnet und erhielt 2013 die Oscar Mathisen Memorial Trophy.

## Sportliche Laufbahn
Im Alter von elf Jahren begann Wüst mit dem Eisschnelllauf. Nachdem sie 2003 bei den niederländischen Juniorenmeisterschaften im Mehrkampf und im Sprint den zweiten Rang belegt hatte, wurde sie – gleichzeitig mit Sven Kramer – in den von Gerard Kemkers trainierten nationalen Nachwuchskader Jong Oranje aufgenommen. Im Februar 2005 erreichte sie mit 18 Jahren bei der Mehrkampf-WM im Erwachsenenbereich den fünften Rang und entschied kurz danach die entsprechende Meisterschaft bei den Juniorinnen für sich. Am Ende ihrer Zeit als Juniorin im März 2005 hielt sie auf allen vier Distanzen zwischen 1000 Metern und 5000 Metern den Altersklassenweltrekord.

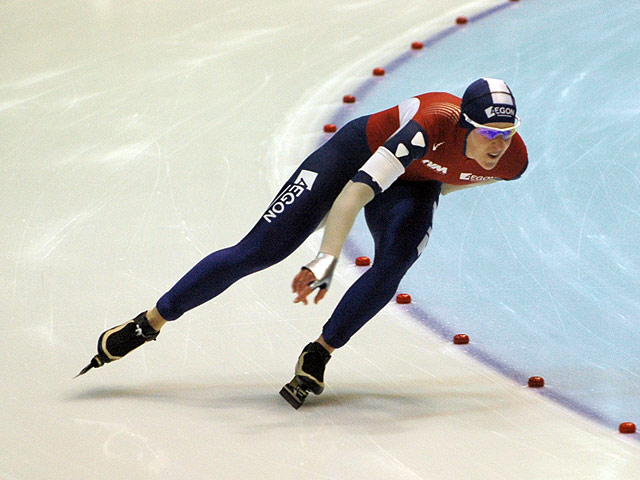
Ireen Wüst während der Mehrkampf-WM 2007

Wüst, die als „Wunderkind des Eisschnelllaufs“ galt, etablierte sich schnell in der Weltspitze. Bei den Olympischen Winterspielen 2006 in Turin gewann sie die Goldmedaille über 3000 Meter vor ihrer Landsfrau Renate Groenewold sowie die Bronzemedaille über 1500 Meter. Im Winter 2005/06 lief sie zudem zu ihren ersten drei Weltcupsiegen – begonnen mit einem Erfolg in der Teamverfolgung im Dezember 2005, gefolgt von zwei Einzeltriumphen über 1000 und 1500 Meter vor heimischer Kulisse in Heerenveen. In der folgenden Saison sicherte sie sich mit weiteren ersten Plätzen die 1500-Meter-Gesamtwertung im Weltcup vor der punktgleichen Anni Friesinger. Auch bei der Mehrkampf-WM 2007 setzte sich Wüst gegen Friesinger durch, kurz danach wurde sie Einzelstreckenweltmeisterin über 1000 und 1500 Meter. Insbesondere auf den längeren Distanzen erwuchs die ein Jahr jüngere Tschechin Martina Sáblíková zu Wüsts Hauptkonkurrentin: Bei der Mehrkampfeuropameisterschaft 2007 führte Wüst die Gesamtwertung nach drei von vier Rennen deutlich an, ehe ihr Sáblíková über 5000 Meter mehr als 14 Sekunden abnahm und damit den Titel gewann.
In den folgenden Wintern zählte Wüst vor allem im Mehrkampf weiterhin zu den weltweit führenden Eisschnellläuferinnen: 2008 wurde sie Europameisterin, bei den Weltmeisterschaften stand sie im Vierkampf durchgehend auf dem Podium. Hingegen entschied sie zwischen 2007 und 2010 nur zwei Weltcup-Einzelrennen für sich (jeweils über 1500 Meter), sodass ihr zweiter Olympiasieg 2010 (ebenfalls über diese Distanz) von einigen Beobachtern als Überraschung gewertet wurde. 2011 gewann Wüst bei den Einzelstreckenweltmeisterschaften in Inzell zwei Goldmedaillen, zwei Jahre später waren es in Sotschi drei Titel, womit sie jeweils erfolgreichste Teilnehmerin der Wettkämpfe war. Parallel dazu beendete sie zwischen 2011 und 2014 viermal in Folge die Mehrkampf-WM auf dem ersten Platz. Im Frühjahr 2013 triumphierte Wüst binnen eines Monats in sieben Weltcuprennen: dreimal über 1500 Meter, zweimal über 3000 Meter – ihre ersten Weltcupsiege auf dieser Strecke –, zweimal im Team. In der 1500-Meter-Weltcup-Gesamtwertung blieb sie hinter Marrit Leenstra und Christine Nesbitt zurück, da sie die erste Saisonhälfte wegen einer Grippeerkrankung weitgehend verpasst hatte.
Bei den Olympischen Winterspielen 2014 ging Wüst in fünf Wettbewerben an den Start und gewann dabei zwei Gold- und drei Silbermedaillen, womit sie sportartenübergreifend zu den erfolgreichsten Athletinnen der Spiele von Sotschi zählte. Zunächst bezwang sie am 9. Februar über 3000 Meter Martina Sáblíková, in den darauffolgenden zehn Tagen gewann sie Silbermedaillen auf der 1000-Meter-, der 1500-Meter- und der 5000-Meter-Strecke. Über 1500 Meter hatte Wüst als Topfavoritin gegolten, wurde aber von ihrer Teamkollegin Jorien ter Mors um gut eine halbe Sekunde geschlagen. Abschließend gewannen Wüst und ter Mors gemeinsam mit Marrit Leenstra die Teamverfolgung. Nach den olympischen Wettkämpfen feierte Wüst ihre Einzel-Weltcupsiege 20 bis 23 und stand am Ende des Winters auch an der Spitze der 1500-Meter-Gesamtwertung.
Martina Sáblíková blieb Wüsts größte Konkurrentin im Mehrkampf, gemeinsam gehörten beide auch in der zweiten Hälfte der 2010er Jahre zu den bestimmenden Figuren im internationalen Eisschnelllauf. 2015, 2016 und 2017 belegten sie jeweils sowohl bei den Welt- als auch bei den Europameisterschaften im Vierkampf die ersten beiden Plätze, wobei dreimal Sáblíková vor Wüst triumphierte und ebenfalls dreimal Wüst vor Sáblíková. Wüst behielt ihre Stärke dabei vor allem auf den mittleren Strecken 1500 und 3000 Meter, auf denen sie auch bei Einzelstreckenweltmeisterschaften weitere Titel errang. Bei Olympia 2018 in Pyeongchang gewann Wüst über 1500 Meter ihre fünfte olympische Goldmedaille und verpasste auf der doppelten Distanz eine weitere um acht Hundertstelsekunden, als sie hinter Carlijn Achtereekte Zweite wurde. Im Weltcup 2019/20 entschied Wüst zum dritten Mal die 1500-Meter-Gesamtwertung für sich.
Bei den Olympischen Winterspielen 2022 gewann Wüst Gold über 1500 Meter und ist damit die erste Sportlerin mit Goldmedaillen bei fünf verschiedenen Olympischen Winterspielen. Am Ende der Saison 2021/22 beendete sie im Alter von 35 Jahren ihre aktive Sportlaufbahn mit einem vierten Platz über 1500 Meter beim Weltcup in Heerenveen.

## Persönliches und Würdigung

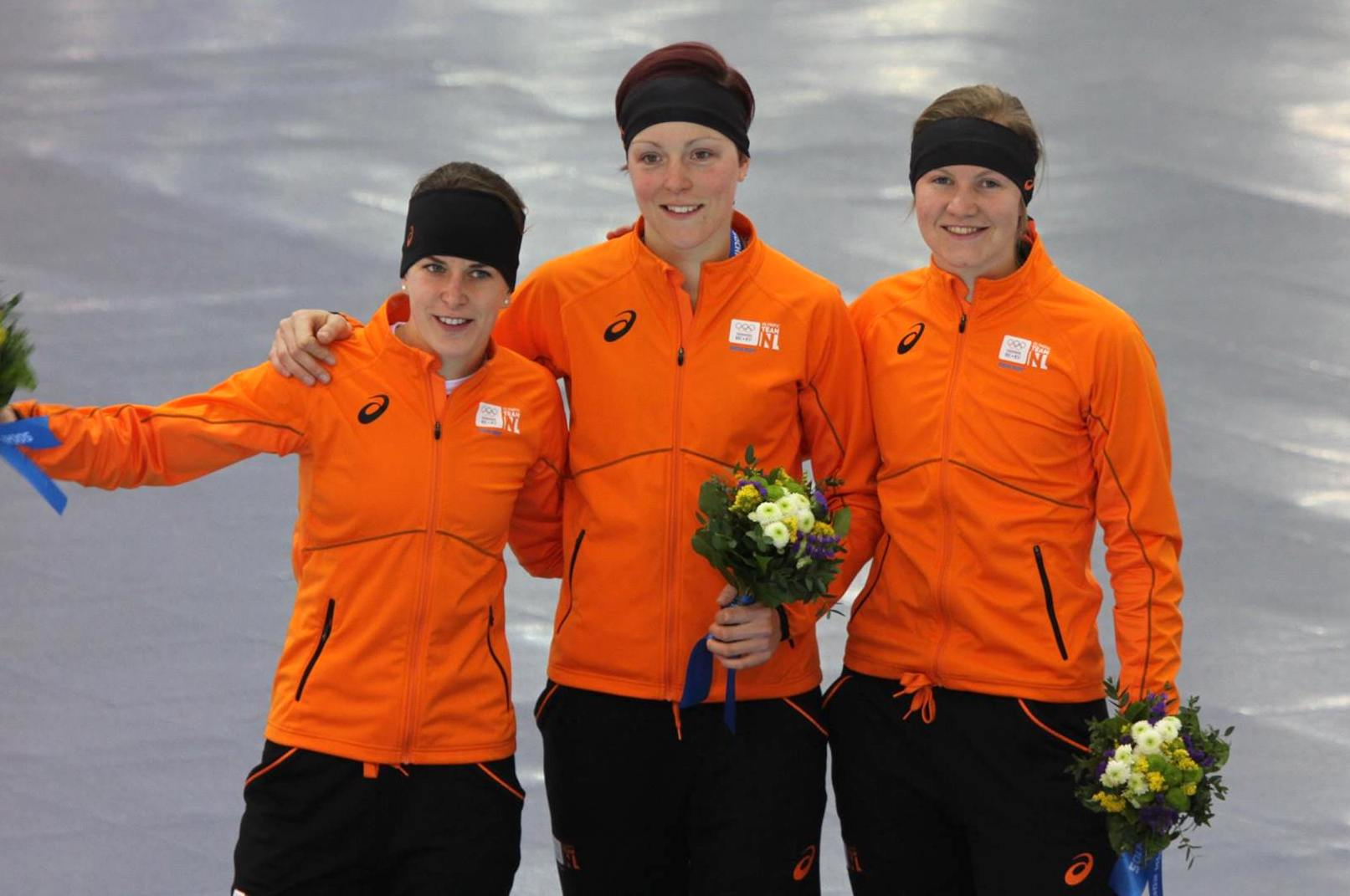
Wüst (l.) bei der Siegerehrung des olympischen 1500-Meter-Rennens 2014 neben Jorien ter Mors und Lotte van Beek

Wüsts Familienname mit dem fürs Niederländische untypischen Umlaut „ü“ stammt von einem deutschen Vorfahren, der sich Ende des 18. Jahrhunderts als Kaufmann in der friesischen Stadt Dokkum niedergelassen hatte.
Wüst wuchs als jüngstes von drei Geschwisterkindern auf und trainierte in ihrer Kindheit zunächst Hockey und Tennis, wenngleich sie schon früh auf Schlittschuhen lief. Als sie zehn Jahre alt war, nahm ihr Vater an der Elfstedentocht 1997 teil. Wüst gab später an, deswegen selbst Interesse am Eisschnelllauf entwickelt zu haben. Im Oktober 2009 erklärte sie in einem Interview mit einem niederländischen Magazin am Rande, seit einigen Monaten in einer Beziehung mit einer Frau zu sein, was auf mediales Echo stieß. 2019 gab sie ihre Verlobung mit Teamkollegin Letitia de Jong bekannt.
In ihrer Jugend zählte Wüst zu den kleinsten und physisch schwächsten Athletinnen im niederländischen Kader. Später erklärte sie, sie sei gerade zu Beginn ihrer Laufbahn sehr ehrgeizig in Bezug auf das Training gewesen und habe etwa das gleiche Pensum wie die zehn Jahre ältere Renate Groenewold absolvieren wollen. Ihr Betreuer Gerard Kemkers nahm sie vor ihrer ersten Olympiaqualifikation wegen Erschöpfung zwischenzeitlich aus dem Trainingsprogramm heraus. Auch die weniger erfolgreichen Jahre nach ihrem ersten Olympiasieg sprachen Beobachter Wüsts „Neigung zu übermäßigem Training“ (im Original: “propensity to over-train”) und der daraus resultierenden Ermüdung zu. Ab dem Sommer 2010 wurde ihr attestiert, gereift zu sein.
Bereits nach ihrem ersten Olympiasieg 2006 – der sie zur jüngsten niederländischen Olympiasiegerin bei Winterspielen machte – erhielt Wüst den Ehrentitel eines Ridder in de Orde van de Nederlandse Leeuw. Zudem wählten sie die niederländischen Sportjournalisten im gleichen Jahr zur Sportlerin des Jahres. 2014 kam ihr diese Ehrung nach ihrem dritten und vierten Olympiasieg ein zweites Mal zu. 2022 wurde Wüst nach ihrem sechsten Olympiasieg bei den Winterspielen in Peking zum Kommandeur des Ordens Oranien-Nassau ernannt. Im Oktober 2009 eröffnete in ihrer Heimatstadt Tilburg die nach ihr benannte Ireen Wüst IJsbaan.
Auf internationaler Ebene erhielt Wüst 2013 als erste niederländische Eisschnellläuferin die als Eis-Oscar bezeichnete Oscar Mathisen Memorial Trophy. Ausgezeichnet wurde sie dabei insbesondere für ihren 3000-Meter-Bahnrekord beim Weltcupfinale in Heerenveen. Die Nachrichtenagentur Reuters ernannte sie 2014 knapp vor Serena Williams zur Sportlerin des Jahres und begründete die Wahl in einer Pressemitteilung damit, Wüst habe mit ihrem Auftritt bei Olympia „neue Maßstäbe für Dominanz gesetzt“ (im Original: „Wust took dominance to a new level“).

## Persönliche Bestleistungen
- 500 m: 38,44 s (aufgestellt am 9. Februar 2007 in Heerenveen)
- 1000 m: 1:12,64 min (aufgestellt am 15. Februar 2020 in Salt Lake City)
- 1500 m: 1:50,70 min (Niederländischer Rekord, aufgestellt am 10. März 2019 in Salt Lake City)
- 3000 m: 3:58,01 min (aufgestellt am 12. Februar 2011 in Calgary)
- 5000 m: 6:54,28 min (aufgestellt am 8. Februar 2014 in Sotschi)

Seit dem 20. November 2005 hält Wüst mit einer etwa einjährigen Unterbrechung (Dezember 2017 bis März 2019) den Landesrekord über 1500 Meter, den sie selbst viermal verbesserte. Zudem hatte sie vom 2. März 2007 bis zum 10. November 2013 sowie vom 17. November 2013 bis zum 14. November 2015 den Landesrekord über 1000 Meter inne.

## Teilnahmen an Olympischen Winterspielen und Weltmeisterschaften

### Olympische Spiele
- 2006 Turin: 1. Platz 3000 m, 3. Platz 1500 m, 4. Platz 1000 m, 6. Platz Teamverfolgung
- 2010 Vancouver: 1. Platz 1500 m, 6. Platz Teamverfolgung, 7. Platz 3000 m, 8. Platz 1000 m
- 2014 Sotschi: 1. Platz Teamverfolgung, 1. Platz 3000 m, 2. Platz 1000 m, 2. Platz 1500 m, 2. Platz 5000 m
- 2018 Pyeongchang: 1. Platz 1500 m, 2. Platz Teamverfolgung, 2. Platz 3000 m, 9. Platz 1000 m
- 2022 Peking: 1. Platz 1500 m, 3. Platz Teamverfolgung, 6. Platz 1000 m

### Einzelstreckenweltmeisterschaften
- 2007 Salt Lake City: 1. Platz 1000 m, 1. Platz 1500 m, 2. Platz Teamverfolgung, 5. Platz 3000 m
- 2008 Nagano: 1. Platz Teamverfolgung, 7. Platz 1500 m, 9. Platz 1000 m
- 2009 Richmond: 2. Platz Teamverfolgung, 2. Platz 1500 m
- 2011 Inzell: 1. Platz 1500 m, 1. Platz 3000 m, 2. Platz Teamverfolgung, 2. Platz 1000 m
- 2012 Heerenveen: 1. Platz Teamverfolgung, 2. Platz 1500 m, 3. Platz 3000 m, 5. Platz 1000 m
- 2013 Sotschi: 1. Platz Teamverfolgung, 1. Platz 1500 m, 1. Platz 3000 m, 2. Platz 1000 m, 2. Platz 5000 m
- 2015 Heerenveen: 2. Platz Teamverfolgung, 2. Platz 1500 m, 2. Platz 3000 m, 4. Platz 1000 m
- 2016 Kolomna: 1. Platz Teamverfolgung, 2. Platz 3000 m, 4. Platz 1500 m, 6. Platz 1000 m
- 2017 Gangwon: 1. Platz Teamverfolgung, 1. Platz 3000 m, 2. Platz 1500 m
- 2019 Inzell: 1. Platz 1500 m, 2. Platz Teamverfolgung, 5. Platz 3000 m
- 2020 Salt Lake City: 1. Platz 1500 m, 2. Platz Teamverfolgung, 4. Platz 1000 m
- 2021 Heerenveen: 1. Platz Teamverfolgung, 5. Platz 1500 m

### Sprintweltmeisterschaften
- 2007 Hamar: 2. Platz Sprint-Mehrkampf
- 2008 Heerenveen: 6. Platz Sprint-Mehrkampf
- 2011 Heerenveen: 7. Platz Sprint-Mehrkampf

### Mehrkampfweltmeisterschaften
- 2005 Moskau: 5. Platz Kleiner Vierkampf
- 2006 Calgary: 4. Platz Kleiner Vierkampf
- 2007 Heerenveen: 1. Platz Kleiner Vierkampf
- 2008 Berlin: 2. Platz Kleiner Vierkampf
- 2009 Hamar: 3. Platz Kleiner Vierkampf
- 2010 Heerenveen: 3. Platz Kleiner Vierkampf
- 2011 Calgary: 1. Platz Kleiner Vierkampf
- 2012 Moskau: 1. Platz Kleiner Vierkampf
- 2013 Hamar: 1. Platz Kleiner Vierkampf
- 2014 Heerenveen: 1. Platz Kleiner Vierkampf
- 2015 Calgary: 2. Platz Kleiner Vierkampf
- 2016 Berlin: 2. Platz Kleiner Vierkampf
- 2017 Hamar: 1. Platz Kleiner Vierkampf
- 2018 Amsterdam: 2. Platz Kleiner Vierkampf
- 2019 Calgary: 5. Platz Kleiner Vierkampf
- 2020 Hamar: 1. Platz Kleiner Vierkampf

## Weltcupsiege

### Weltcupsiege im Einzel
| Nr. | Datum             | Ort                 | Disziplin |
| --- | ----------------- | ------------------- | --------- |
| 1.  | 4. März 2006      | Heerenveen          | 1000 m    |
| 2.  | 5. März 2006      | Heerenveen          | 1500 m    |
| 3.  | 4. Februar 2007   | Turin               | 1500 m    |
| 4.  | 2. März 2007      | Calgary             | 1000 m    |
| 5.  | 3. März 2007      | Calgary             | 1500 m    |
| 6.  | 25. Januar 2008   | Hamar               | 1500 m    |
| 7.  | 14. November 2009 | Heerenveen          | 1500 m    |
| 8.  | 4. März 2011      | Heerenveen          | 1500 m    |
| 9.  | 6. März 2011      | Heerenveen          | 1000 m    |
| 10. | 19. November 2011 | Tscheljabinsk       | 1500 m    |
| 11. | 11. Februar 2012  | Hamar               | 1500 m    |
| 12. | 3. März 2012      | Heerenveen          | 1500 m    |
| 13. | 9. Februar 2013   | Inzell              | 1500 m    |
| 14. | 10. Februar 2013  | Inzell              | 3000 m    |
| 15. | 2. März 2013      | Erfurt              | 1500 m    |
| 16. | 9. März 2013      | Heerenveen          | 3000 m    |
| 17. | 10. März 2013     | Heerenveen          | 1500 m    |
| 18. | 16. November 2013 | Salt Lake City      | 1500 m    |
| 19. | 7. Dezember 2013  | Berlin              | 1500 m    |
| 20. | 7. März 2014      | Inzell              | 1500 m    |
| 21. | 8. März 2014      | Inzell              | 3000 m    |
| 22. | 14. März 2014     | Heerenveen          | 1500 m    |
| 23. | 16. März 2014     | Heerenveen          | 1000 m    |
| 24. | 14. November 2014 | Obihiro             | 3000 m    |
| 25. | 16. November 2014 | Obihiro             | 1500 m    |
| 26. | 5. Dezember 2014  | Berlin              | 3000 m    |
| 27. | 7. Dezember 2014  | Berlin              | 1500 m    |
| 28. | 10. Dezember 2016 | Heerenveen          | 1500 m    |
| 29. | 28. Januar 2017   | Berlin              | 1500 m    |
| 30. | 29. Januar 2017   | Berlin              | 3000 m    |
| 31. | 20. Januar 2018   | Erfurt              | 1500 m    |
| 32. | 24. November 2018 | Tomakomai           | 1500 m    |
| 33. | 15. Dezember 2018 | Heerenveen          | 1500 m    |
| 34. | 16. November 2019 | Minsk               | 1500 m    |
| 35. | 24. November 2019 | Tomaszów Mazowiecki | 1500 m    |
| 36. | 8. März 2020      | Heerenveen          | 1500 m    |

### Weltcupsiege im Team
| Nr. | Datum             | Ort            | Disziplin         |
| --- | ----------------- | -------------- | ----------------- |
| 1.  | 4. Dezember 2005  | Heerenveen     | Teamverfolgung 1  |
| 2.  | 19. November 2006 | Berlin         | Teamverfolgung 2  |
| 3.  | 9. November 2008  | Berlin         | Teamverfolgung 3  |
| 4.  | 16. November 2008 | Heerenveen     | Teamverfolgung 4  |
| 5.  | 30. Januar 2011   | Moskau         | Teamverfolgung 5  |
| 6.  | 3. März 2013      | Erfurt         | Teamverfolgung 5  |
| 7.  | 9. März 2013      | Heerenveen     | Teamverfolgung 6  |
| 8.  | 10. November 2013 | Calgary        | Teamverfolgung 7  |
| 9.  | 17. November 2013 | Salt Lake City | Teamverfolgung 8  |
| 10. | 8. Dezember 2013  | Berlin         | Teamverfolgung 9  |
| 11. | 15. November 2014 | Obihiro        | Teamverfolgung 10 |
| 12. | 6. Dezember 2014  | Berlin         | Teamverfolgung 10 |
| 13. | 12. November 2016 | Harbin         | Teamverfolgung 11 |